# Jerzy Guttry
Jerzy Guttry (Guthrie of Elgin) herbu Guttry (ur. ok. 1635; zm. po 1699) – podpułkownik piechoty wojsk koronnych.

## Życiorys
Urodził się ok. 1635 w rodzinie szlacheckiej pochodzenia szkockiego, osiadłej w XVI wieku w Gdańsku, był synem Jakuba i Elżbiety Leslie.
Karierę w wojsku koronnym rozpoczął w 1654, w 1658 służył w regimencie piechoty generała majora Krzysztofa Koryckiego, który był wówczas komendantem twierdz pruskich. W latach 1660–1663, jako oficer w randze kapitana, dowodził kompanią piechoty tej formacji, utrzymywał ją w tym czasie w gotowości bojowej, częściowo własnym sumptem. Jego kompania wchodziła w skład załogi twierdzy Malbork.
Był uczestnikiem wyprawy zadnieprzańskiej (1663-1664), podczas wojny z Rosją. W czasie rokoszu Lubomirskiego należał do stronnictwa wiernego królowi Janowi Kazimierzowi. Wziął udział w wojnie z koalicją kozacko-tatarską, walczył w bitwie pod Podhajcami (1667). 
W grudniu 1671 zaciągnął się do regimentu piechoty Jana Fryderyka von Grabena, jako major i dowódca kompanii. 

W 1673 podczas sejmu pacyfikacyjnego z polecania hetmanów koronnych, w uznaniu męstwa i waleczności, otrzymał indygenat i herb. Król Jan III Sobieski potwierdził szlachectwo przywilejem z 3 czerwca 1681. 

Walczył z Turkami podczas wojny w latach 1672-1676, w 1683 podczas kampanii wiedeńskiej odnotowany jako oberszter-lejtnant (podpułkownik) piechoty koronnej, był uczestnikiem bitew pod Wiedniem i Parkanami.
W następnym okresie dowodził regimentem piechoty, uczestniczył w starciach z wojskami tureckimi i tatarskimi na polskim pograniczu.
W 1691 podczas wyprawy Jana III Sobieskiego do Mołdawii, został mianowany komendantem Neamt, garnizonu w północnej Mołdawii.
Zmarł po 1699.